# Phragmatobia japonica
Phragmatobia japonica là một loài bướm đêm thuộc phân họ Arctiinae, họ Erebidae.